# Беспятово (Зарайский район)
Беспятово — деревня в Зарайском районе Московской области, в составе муниципального образования сельское поселение Гололобовское (до 28 февраля 2005 года входила в состав Гололобовского сельского округа). На 2016 год в Беспятово 1 улица — Зелёная, деревня связана автобусным сообщением с райцентром, Рязанью и соседними населёнными пунктами.

## География
Беспятово расположено в центре района, фактически, восточная окраина Зарайска. Через деревню протекает ручей Стабёнка (по другим данным название ручья — Истобна) левый приток реки Осётрик, высота центра деревни над уровнем моря — 157 м.

## Население
| 2002 | 2006 | 2010 |
| ---- | ---- | ---- |
| 308  | ↗317 | ↗344 |

## История
Беспятово впервые в исторических документах упоминается в писцовой книге 1629 года, как переданное церкви Николы Чудотворца в Зарайске. В 1790 году числилось 23 двора и 302 жителя, в 1858 — 85 дворов и 491 житель, в 1906 году — 100 дворов и 706 жителей. В 1930 году был образован колхоз им. 9 Января, в 1950 году включённый в колхоз «Сознание», а в 1960 году — в совхоз «Большевик».